# Кондырев, Леонид Алексеевич
Леонид Алексеевич Ко́ндырев (1897—1961) — советский актёр театра, режиссёр. Заслуженный артист РСФСР (1956).

## Биография
Леонид Алексеевич Кондырев родился 5 (17) июня 1897 года. Учился на театральных курсах актёра В. П. Мартынова.
В 1916 году впервые вышел на сцену Ижевского театра драмы.
В 1919 году ушёл добровольцем в Красную армию.
После демобилизации работал в театрах Таганрога, Казани, Сталинграда, Пятигорска, Севастополя.
В 1939—1948 гг. артист театра Северо-Кавказского военного округа (Ростов-на-Дону).
В 1948 году был принят в Северо-Осетинский государственный театр русской драмы, в котором прослужил до смерти. На этой сцене он сыграл свои лучшие роли, а также поставил как режиссёр 4 спектакля. В 1960 году блестяще выступил на декаде осетинского искусства и литературы в Москве, за что удостоен ордена Ленина.
С 1957 года проживал в доме № 33 по проспекту Мира (в настоящее время этот дом является объектом культурного наследия регионального значения).
Скоропостижно скончался на сцене, во время спектакля 23 ноября 1961 года. Похоронен в Орджоникидзе.

## Семья
- Жена — Галина Викторовна Базий (1914—2001), актриса.
  - Сын — Виктор Леонидович Кондырев (р. 1939), писатель, переводчик.
  - Жена — Екатерина Петровна Арычева(1902-1983?),заслуженная артистка СОАССР,  актриса Северо-Осетинского государственного театра русской драмы.

## Награды
- Орден Ленина (5 октября 1960)[4] — за выдающиеся заслуги в развитии осетинского искусства и литературы и в связи с декадой искусства и литературы Северо-Осетинской АССР в гор. Москве
- Заслуженный артист РСФСР (1957)[5]
- Народный артист Северо-Осетинской АССР (1953)

## Роли в театре
- Хлынов («Горячее сердце»)
- Мамаев («На всякого мудреца довольно простоты»)
- Расплюев («Свадьба Кречинского»)
- Аким («Власть тьмы»)
- Старик (одноименная пьеса Горького)
- Суворов («Полководец Суворов» Бахтерева и Разумовского)
- Сапёр («Люди, которых я видел» Смирнова)

Режиссёрские работы:
- «Власть тьмы» (1953)
- «Васса Железнова» (1951, исполнил роль Храпова)
- «Свои люди — сочтёмся» (1954)
- «Наследники Рабурдена» Золя (1954)